# NSS-10
NSS-10 (früher AMC-12, Astra 4A und Star One C12) ist ein Fernsehsatellit der SES New Skies, einem Tochterunternehmen der SES S.A.

## Geschichte
Der Satellit sollte ursprünglich als GE 1i für den ehemaligen Satellitenbetreiber GE Americom gestartet werden. Im November 2001 übernahm SES das Unternehmen. Die neu gegründete Tochterfirma SES Americom übernahm alle Satelliten, weshalb GE 1i in AMC-12 umbenannt wurde.
Die insgesamt 72 Transponder des Satelliten wurden von drei Satellitenbetreibern wie folgt genutzt:
1. unter dem Namen AMC 12 von SES Americom –  30 Transponder
2. unter dem Namen Astra 4A von SES Astra – 24 Transponder
3. unter dem Namen Star One C12 von Star One – 18 Transponder

AMC-12 wurde 2005 auf einer Proton-M-Trägerrakete vom Weltraumbahnhof Baikonur in Kasachstan ins All befördert. Der Satellit verfügt über mehrere Skyplex-Einheiten.
Im März 2007 wechselte AMC-12 erneut Betreiber: Er wurde an SES New Skies übergeben und in NSS-10 umbenannt.

## Empfang
Der Satellit kann in Europa, Nordamerika, Südamerika, im Nahen Osten und in Afrika empfangen werden.
Die Übertragung erfolgt im C-Band.